# نظام ثنائي Gaia BH1
النظام الثنائي Gaia BH1 (Gaia DR3 4373465352415301632) هو نظام ثنائي يتكون من نجم تسلسل رئيسي من النوع G وثقب أسود نجمي محتمل ، يقعان على بعد حوالي 1,560 سنة ضوئية (478 فخ) بعيدًا عن النظام الشمسي في كوكبة الحواء . يعتبر النظام في عام 2022 أنه أقرب نظام معروف يثق علماء الفلك بشكل معقول بأنه يحتوي على ثقب أسود - ويليه A0620-00 .
يدور النجم والثقب الأسود حول بعضهما البعض في دورة تبلغ 185.59 يومًا وانحرافًا قدره 0.45. النجم مشابه للشمس بحوالي 93و0 كتلة شمسشية (0.93 M☉) و نصف قطر يبلغ 0.99 R☉ ، ودرجة حرارة حوالي 5,850 ك (5,580 °م؛ 10,070 °ف) ، بينما تبلغ كتلة الثقب الأسود حوالي 9.62 M☉ . بالنظر إلى هذه الكتلة ، يجب أن يكون نصف قطر شفارتزشيلد للثقب الأسود حوالي 28 كـم (17 ميل) .

## الاكتشاف

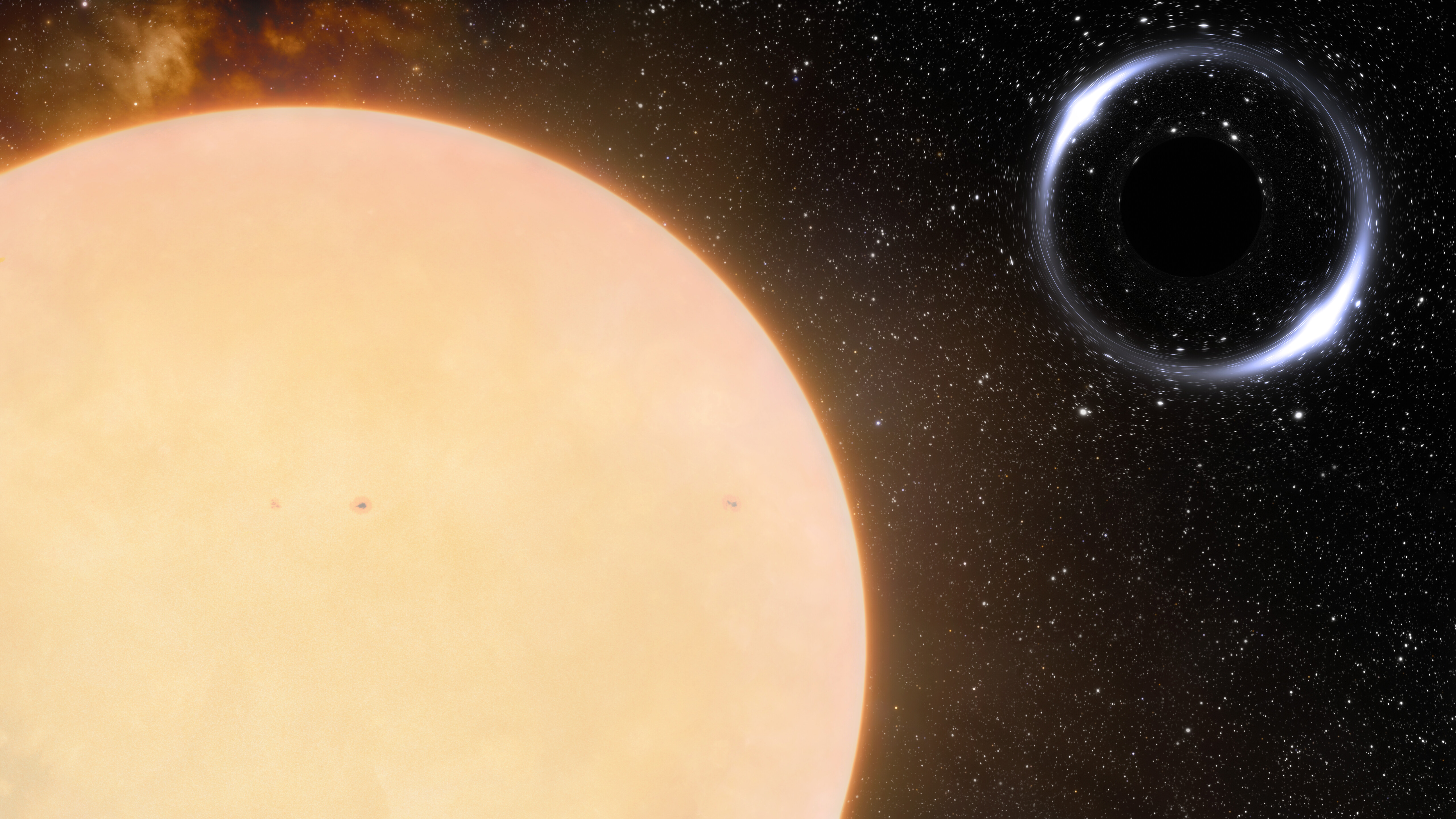
انطباع الفنان عن الثنائي Gaia BH1

تم اكتشاف Gaia BH1 في عام 2022 من خلال المشاهدات الفلكية باستخدام المسبار الفضائي غايا ، ولوحظ أيضًا عبر السرعة الشعاعية . لم يجد فريق الاكتشاف سيناريو فيزيائيًا فلكيًا يمكن أن يفسر الحركة المرصودة للنجم من النوع G ، بخلاف الثقب الأسود. يختلف النظام عن "دجال الثقب الأسود" مثل LB-1 و HR 6819 في أن الدليل على وجود ثقب أسود لا يعتمد على كتلة النجم أو ميل المدار ، ولا يوجد دليل على انتقال كتلة من النجم إلى الثقب الأسود . وجد فريق الاكتشاف أيضًا نظامًا ثانيًا مرشحًا لاحتواء ثقب أسود ، Gaia DR3 5870569352746779008 ، والذي تم الإبلاغ عنه أيضًا بواسطة فريق آخر من علماء الفلك.
كما اكتشف فريق ثانٍ الثقب الأسود بشكل مستقل ، ووجد معلمات له مختلفة قليلاً.

## أنظر أيضا
- نجم ثنائي HD 139139
- نجم ثنائي GRS 1915 + 105
- ثقب أسود OGLE-2011-BLG-0462